# خانه محمد فرودی
خانه محمد فرودی مربوط به دوره پهلوی اول است و در شیراز، خیابان زند، کوچه ۳۳ واقع شده و این اثر در تاریخ ۱۰ خرداد ۱۳۸۲ با شمارهٔ ثبت ۸۹۹۰ به‌عنوان یکی از آثار ملی ایران به ثبت رسیده است.